# مانويل إس. كورلي
مانويل إس. كورلي هو سياسي أمريكي، ولد في 10 فبراير 1823 في مقاطعة ليكسينغتون في الولايات المتحدة، وتوفي في 20 نوفمبر 1902 في ليكسينغتون في الولايات المتحدة. نشط حزبياً في الحزب الجمهوري. وقد انتخب عضو مجلس النواب الأمريكي ‏.